# Damian Stoikov
Damian Stoikov –en búlgaro, Дамян Стойков– (Gotse Delchev, 11 de julio de 1966) es un deportista búlgaro que compitió en judo. Ganó una medalla de bronce en el Campeonato Europeo de Judo de 1988 en la categoría abierta.
Participó en los Juegos Olímpicos de Barcelona 1992, donde finalizó noveno en la categoría de +95 kg.

## Palmarés internacional
| Campeonato Europeo | Campeonato Europeo | Campeonato Europeo | Campeonato Europeo |
| Año                | Lugar              | Medalla            | Categoría          |
| ------------------ | ------------------ | ------------------ | ------------------ |
| 1988               | Pamplona (España)  | Medalla de bronce  | Abierta            |